# Downtempo
Na música, o downtempo, downbeat, ou batida lento (do inglês "down": baixo, lento; e "tempo": andamento) é um estilo de música eletrônica cuja principal característica é ter um andamento calmo. As usuais batidas rápidas e dançantes (chamadas de uptempo) são substituídas por padrões de ritmo mais espaçados que são preenchidos por linhas melódicas e harmónicas mais concisamente.
Downtempo não é um propriamente um gênero... mas é uma forma de se fazer música, de maneira que permite aproximar os ruídos e batidas sintetizados em sinergia com outros gêneros musicais - não necessariamente eletrônicos, como dub, hip hop, trip hop, jazz, funk, soul, chill out, música ambiente, world music, música folclórica e pop.

## Artistas
Alguns artistas que adotam o estilo downtempo são Bonobo, Morcheeba, Zero 7, Gotan Project, Groove Armada, Amon Tobin, Röyksopp, Fila Brazillia, Kruder & Dorfmeister, Pedra Branca, HiataBambara, M.A/V.E, Thievery Corporation , Alexander S. Karlov, Isaac Euler, Tom Karlek, Moondai, Fabbro e Renzyx.